# Javier de Pedro
Javier de Pedro, född 4 augusti 1973 i Logroño, Spanien, är en spansk före detta fotbollsspelare (mittfältare). Han representerade Spanien i fotbolls-VM 2002, där han spelade i fyra av landslagets fem matcher.
de Pedro fick sitt genombrott i spanska Real Sociedad, som han spelade över 300 matcher för i La Liga och tillbringade större delen av sin karriär i. Därefter flyttade han utomlands och hamnade bland annat i allsvenska IFK Göteborg i slutet av 2005. 